# Crocifisso di Santa Maria degli Angeli
Il Crocifisso di Santa Maria degli Angeli è una croce sagomata e dipinta a tempera e oro su tavola di Giunta Pisano, databile al 1230-1240 circa e conservata nel museo della basilica di Santa Maria degli Angeli presso Assisi. È firmata "(Iu)nta Pisanus (Cap)itini me f(ecit)".

## Storia
L'opera doveva originariamente trovarsi proprio nella basilica della Porziuncola, facendo seguito a un altro celebre crocifisso perduto che Giunta aveva dipinto per la basilica di San Francesco. Gli studiosi non sono concordi nel datarla, ma l'ipotesi prevalente è che sia la prima delle croci di Giunta pervenuteci e che sia riferibile ai primi anni di attività, ovvero al 1230-1240 circa.

## Descrizione
La croce è uno degli esempi più antichi su scala monumentale di Christus patiens, cioè di Cristo morente sulla croce. Questa iconografia fu introdotta dagli artisti bizantini nel XII secolo, se non addirittura prima, ed esportata anche in Italia agli inizi del XIII secolo. Il crocifisso di Assisi rappresenta il primo esempio sopravvissuto di questa iconografia da parte di un artista italiano. L'iconografia fu fortemente promossa dai Francescani per facilitare l'immedesimazione dei fedeli nei dolori "umani" di Cristo: La sua figura è infatti più realistica che nelle croci delle maestranze greche con il Christus triumphans e presenta un'esaperazione dei toni più drammatici.
La croce è dotata dei tabelloni laterali, con i dolenti a mezza figura, e in alto la cimasa con l'INRI per esteso e un angelo in un tondo. Non sono presenti storie nei tabelloni, ma solo un bordo decorativo. In basso si trova la firma dell'artista. Cristo, longilineo e incurvato dolcemente verso sinistra, ha il capo reclinato e gli occhi chiusi, una grande aureola con decorazioni a rilievo e un perizoma che crea pieghe in discesa, legato da un raffinato nodo in vita. I piedi, come tipico dell'iconografia prima di Giotto, sono aperti e con un chiodo ciascuno.

## Stile

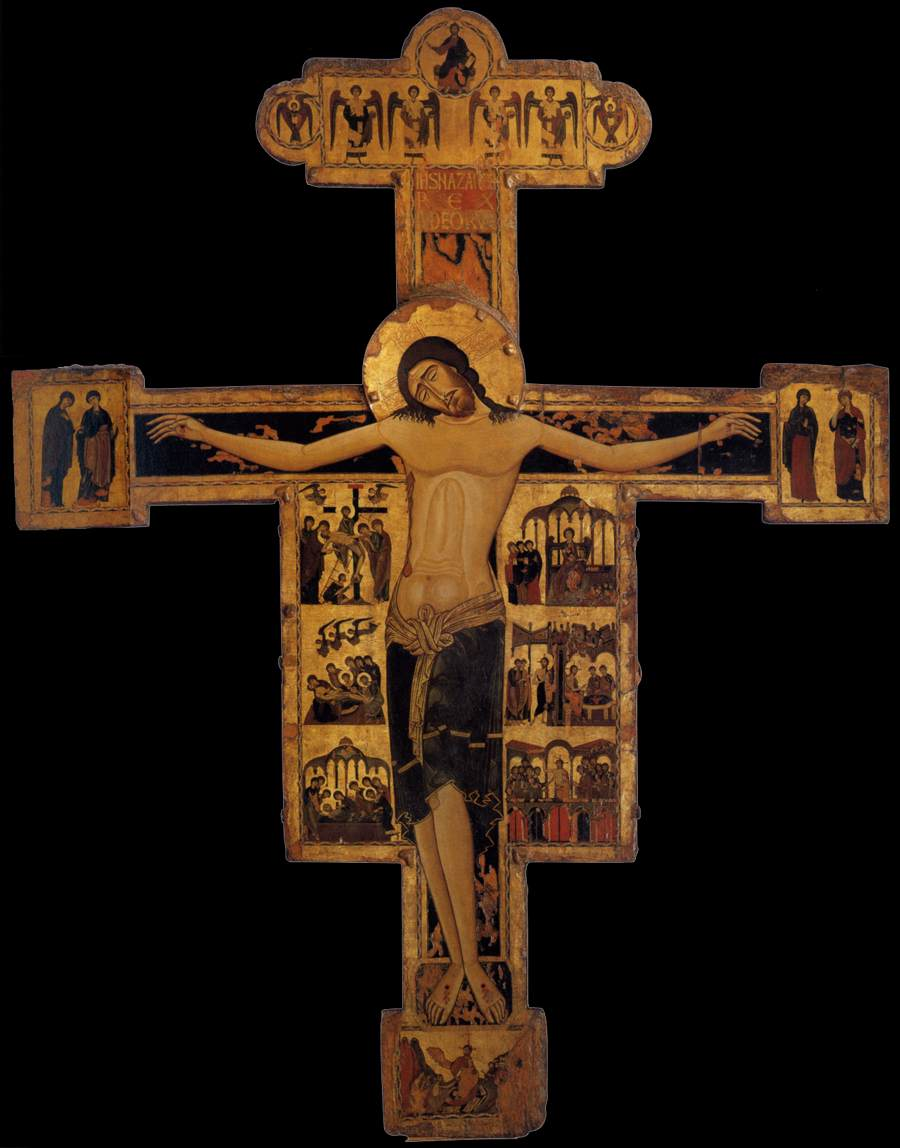
il Crocifisso bizantino n. 20 del Museo nazionale di San Matteo, importante opera di confronto per le innovazioni introdotte da Giunta Pisano

Per capire la portata delle innovazioni introdotte da Giunta Pisano con questa croce, ci si può riferire al Crocifisso n. 20 conservato al Museo nazionale di San Matteo. Anche questo reca l'iconografia del Christus patiens, ma fu realizzato da un'artista bizantino intorno al 1210.
Nella croce di Giunta Pisano il corpo di Cristo deborda oltre il bordo sinistro della croce, gravato dal suo stesso peso. Di conseguenza, le storie della Passione che generalmente si trovano sulle croci più antiche, compreso il Crocifisso bizantino del 1210, scompaiono lasciando il posto a motivi geometrici su sfondo dorato. Anche le scene ai piedi della croce e sopra la testa scompaiono.
I chiaroscuri sono ben più evidenti sul corpo e si basano su passaggi tra zone chiare e bordi scuri talvolta modulati e talvolta bruschi, che accrescono il vigore dei muscoli e la volumetria dell'intero corpo. Inoltre sono presenti dettagli che sfuggono del tutto nella croce bizantina, come le costole, lo sterno o i bicipiti. Nel crocifisso bizantino Gesù sembra come addormentato, mentre in quello di Giunta è ben più sofferente. I chiaroscuri sono più dei “bianco e nero” nel primo caso e modulazioni graduali nel secondo caso. Si veda a titolo di esempio il passaggio brusco dalla barba scura allo zigomo chiaro nel primo caso contro il passaggio graduale nel secondo. Ciò contribuisce a creare occhi più affossati, mento e zigomi più sporgenti, in generale un volto più volumetrico e tridimensionale.
Il perizoma di Giunta è bianco e caratterizzato da modulazioni chiaroscurali che lo rendono morbido.
All'estremità dei bracci della croce compaiono le figure della Vergine e di San Giovanni Evangelista dolenti e a mezzo busto, al posto di quelle delle pie donne a figura intera.
Le innovazioni di Giunta seguiranno un'ulteriore evoluzione nella croce successiva di San Ranierino e ancora di più in quella più tarda di san Domenico a Bologna che farà da apripista al primo crocifisso di Cimabue in San Domenico ad Arezzo.